# Watongia meieri
La watongia (Watongia meieri) è un tetrapode estinto, appartenente ai pelicosauri. Visse nel Permiano medio (Roadiano, circa 270 milioni di anni fa) e i suoi resti fossili sono stati ritrovati in Nordamerica.

## Descrizione
Questo animale doveva essere lungo circa 2 - 2,5 metri. È noto solamente per un esemplare molto incompleto, comprendente frammenti di cranio, alcune vertebre e costole, parte del cinto pettorale e degli arti anteriori. I frammenti non permettono di ricostruire in dettaglio l'animale, ma dal raffronto con animali simili (ad esempio Varanodon) è possibile ipotizzare che Watongia possedesse una grande testa dotata di un'ampia bocca e di denti aguzzi e ricurvi. Watongia era caratterizzato dalla presenza di un grande canino, lungo almeno il doppio degli altri denti mascellari. Era presente inoltre una grande regione postfrontale. Le zampe dovevano essere molto forti e robuste, dal momento che il radio era fortemente incurvato e molto ridotto rispetto all'omero. Le dita delle zampe anteriori, inoltre, sembrano essere state piuttosto larghe. Come altri animali simili ma di dimensioni più piccole (Varanodon e Aerosaurus), anche Watongia possedeva un tubercolo postorbitale massiccio e ornamentato.

## Classificazione
Questo animale è stato descritto per la prima volta nel 1974 da E. C. Olson, sulla base di fossili ritrovati nella formazione Chickasha, nella contea di Blaine (Oklahoma). Olson ritenne che i fossili rappresentassero un terapside primitivo, forse appartenente ai gorgonopsidi. Successivamente Robert L. Carroll (1988) attribuì Watongia agli eotitanosuchi, sempre nell'ambito dei terapsidi. Solo un riesame dei fossili nel 2004 permise di riconoscere Watongia per un pelicosauro, nemmeno troppo derivato. Watongia apparteneva infatti alla famiglia dei varanopseidi, un gruppo di pelicosauri basali rispetto agli sfenacodonti (Reisz et al., 2004). Watongia era di gran lunga il più grande dei varanopseidi, lungo quasi il doppio delle forme più grandi note in precedenza, come Varanops e Varanodon, e fu anche uno degli ultimi.

## Paleoecologia
La formazione Chickasha dell'Oklahoma ha restituito i fossili di numerosi vertebrati terrestri, ma questa fauna è molto differente rispetto alla maggior parte di quelle del Permiano inferiore nordamericano, leggermente più antiche: queste ultime erano caratterizzate da grandi sfenacodonti carnivori e da grandi edafosauridi erbivori. Curiosamente, la successiva formazione Chickasha è dominata da un predatore arcaico (Watongia) e da pelicosauri erbivori arcaici, come Cotylorhynchus.